# Провезано (Порденоне)
Провезано је насеље у Италији у округу Порденоне, региону Фурланија-Јулијска крајина.
Према процени из 2011. у насељу је живело 523 становника. Насеље се налази на надморској висини од 91 м.